# Taenionema kincaidi
Taenionema kincaidi är en bäcksländeart som först beskrevs av Hoppe 1938.  Taenionema kincaidi ingår i släktet Taenionema och familjen vingbandbäcksländor. Inga underarter finns listade i Catalogue of Life.